# Дураченко, Антон Николаевич
Антон Николаевич Дураченко (1899—1977) — красноармеец Рабоче-крестьянской Красной Армии, участник Великой Отечественной войны, Герой Советского Союза (1943).

## Биография
Антон Дураченко родился 10 августа 1899 года в селе Песчаное (ныне — Беловский район Курской области). После окончания начальной школы работал в сельском хозяйстве. В 1943 году Дураченко был призван на службу в Рабоче-крестьянскую Красную Армию. С февраля того же года — на фронтах Великой Отечественной войны. К октябрю 1943 года красноармеец Антон Дураченко командовал отделением взвода противотанковых ружей 465-го стрелкового полка 167-й стрелковой дивизии 38-й армии Воронежского фронта. Отличился во время битвы за Днепр.
12 октября 1943 года Дураченко принимал активное участие в боях на плацдарме в районе села Лютеж Вышгородского района Киевской области Украинской ССР, уничтожив около 10 солдат и офицеров противника. Во время немецкой контратаки он поджёг танк, а в критический момент боя поднял бойцов стрелковой роты в атаку.
Указом Президиума Верховного Совета СССР от 13 ноября 1943 года красноармеец Антон Дураченко был удостоен высокого звания Героя Советского Союза с вручением ордена Ленина и медали «Золотая Звезда».
После окончания войны Дураченко был демобилизован. Вернулся в родное село, работал в колхозе. Скончался 26 июля 1977 года.
Был также награждён рядом медалей.